# Vertigem Digital
Vertigem Digital (Digital Vertigo, em inglês) é um livro do escritor norte-americano Andrew Keen (também de autor de O Culto do Amador) que expõe a revolução atual de mídias sociais como a mais violenta transformação desde a Revolução Industrial. Foi publicado pela editora St. Martin's Press nos Estados Unidos. Keen argumenta no livro que a transformação de mídia social está nos enfraquecendo, desorientando e dividindo ao invés de estabelecer o surgimento de uma nova era igualitária e comunal.

## Sinopse
Em 'Vertigem digital - Por que as redes sociais estão nos dividindo, diminuindo e desorientando', Andrew Keen vai contra a corrente que apoia o hype em torno das mídias sociais. O autor argumenta que a mídia social, com sua enorme capacidade de gerar dados pessoais, nos leva a julgar que nossas verdadeiras identidades hoje só se realizam pela internet. Keen critica de forma pontual e articulada a tão aclamada revolução digital social.

## Sobre a obra
Vertigem Digital é especialmente crítico da multidão de "identidade única"  encabeçada por Mark Zuckerberg, que famosamente declarou que ter mais de uma identidade é sinal de "falta de integridade". Compartilhar, Keen argumenta, "tem se tornado a nova religião do Vale do Silício", e o livro surge como um sociológico, olhar contextual na história do pensamento, no discurso público sobre privacidade e compartilhamento, e nos controles que tem oscilado o pêndulo de público versus privado de um lado para o outro desde o fim do século XVIII quando a "esfera pública" pôde devidamente dizer que se tornou auto-conhecedora (Keen, 17). A maior preocupação dele em Vertigem Digital é o movimento na direção do performativo, hiper-transparente compartilhamento em um mundo onde a informação que é compartilhada não está sob nosso controle. Compartilhar, Keen argumenta, "é uma armadilha" e "Zuckerberg e os outros magnatas e evangelistas da mídia social do Vale do Silício são os reformadores sociais utilitários de hoje" (Keen, 60).

## Sobre o autor
Keen retornou ao Vale do Silício em 1995 e fundou o Audiocafe.com, o qual recebeu investimento da Intel e da SAP. A empresa cedeu em Abril de 2000 e após a falência do Audiocafe.com, Keen trabalhou em várias empresas de tecnologia incluindo Pulse 3D, SLO Media, Santa Cruz Networks, Jazziz Digital e Pure Depth, onde ele foi diretor de vendas estratégicas globais. Em 2005, Keen fundou a AfterTV, com a intenção de trazer clareza, entendimento e previdência à mídia pós-TV-cêntrica e ao panorama do consumidor. Keen afirmou em Outubro de 2007 que ele está trabalhando no seu novo livro, tentativamente intitulado Star Wars 2.0. Ele é representado pela The Guild Agency Speakers Bureau & Intellectual Talent Management para todas as falas em público.